# Bonno Pel
Bonno Pel (2 december 1974) is een Nederlandse schaker. Hij is FIDE Meester (FM). 
- In de Sissa snelschaaknacht die in 2003 gehouden werd, eindigde hij met 7.5 punt.
- In 2004 was hij met rating 2278 nummer 2 op de ratinglijst van schaakvereniging Unitas.[2]
- Op 22 t/m 24 april 2005 werd het Groningen Open gespeeld dat door Pel met 5 pt. uit 6 gewonnen werd.
- Op 19 november 2005 werd in Leeuwarden het 23e Walling Dijkstra herdenkingstoernooi gespeeld, een rapidschaaktoernooi met 80 deelnemers. Het toernooi werd met 8 uit 9 door Sipke Ernst gewonnen, Bonno Pel eindigde met 7 punten op de tweede plaats.
- In 2005 en 2007 won Pel het Paastoernooi georganiseerd door Schaakclub Hoogeveen.[3]
- In 2006 won Bonno Pel met 5 pt. uit 6 het Open Drents Weekendtoernooi, georganiseerd door Schaakclub Assen.[4]
- In 2017 werd hij gedeeld zesde op het weekendtoernooi van Groninger Combinatie, een half punt achter de winnaar Nick Maatman.[5]
- In mei 2018 eindigde hij met 5.5 pt. uit 7 als derde op het weekendtoernooi van Groninger Combinatie, dat met 6.5 pt. werd gewonnen door Lucas van Foreest en waarop Sipke Ernst met 6 pt. als tweede eindigde.[6]